# Morgane Osyssek-Reimer
Morgane Osyssek-Reimer est une gymnaste artistique française, née le 15 décembre 2002 à Colmar (Alsace).
Elle remporte plusieurs médailles aux Jeux méditerranéens de 2018 et Jeux méditerranéens de 2022, puis une médaille de bronze par équipe aux Championnats du monde de 2023.

## Biographie

### Débuts et années juniors
Morgane Osyssek-Reimer commence la gym à l'âge de 2 ans, puis début le sport étude au club d'Haguenau à 7 ans. Après avoir été repérée aux Championnat de France de 2012, elle rejoint le pôle Espoir de Dijon. Morgane connait ces premières sélections en équipe de France en 2015.
Alors encore junior, Morgane Osyssek-Reimer participe aux Championnats d'Europe où elle a aidé la France à terminer cinquième par équipe. Individuellement, elle s'est classée sixième au concours général et cinquième au saut de cheval.
En novembre 2017, Morgane est sélectionnée pour être dans l'équipe Master du Elite Gym Massilia. Les bleues s'emparent de la médaille d'argent derrière la Russie.

### Sénior
En septembre 2017, Morgane part à l'INSEP où elle est notamment entrainée par Tara Ducanson. Ses débuts en tant que gymnaste sénior sont difficiles. Elle obtient peu de sélections en équipe de France. 

#### 2022
L'année 2022 lui permet de retrouver le maillot bleu. D'abord pour une étape de coupe du monde à Varna où elle est alignée à la poutre et au sol. Puis en en juin 2022, Osyssek participe aux Jeux méditerranéens, où l'équipe de France remporte la médaille d'argent derrière l'Italie. Individuellement, Osyssek a remporté la médaille d'argent au saut de cheval et la médaille de bronze aux exercices au sol. 
Cette année-là aux championnat de France Elite à Elancourt, elle remporte son premier titre à la poutre, accompagnée de d'un médaille d'argent au saut et une de bronze au sol.
S'en suit ensuite sa première sélection pour les Championnats d'Europe de Munich, la France termine sixième de la finale du concours général par équipe. Individuellement, Osyssek se classe septième en finale du sol.
En octobre, Osyssek est nommée remplaçante de l'équipe pour les championnats du monde. En novembre, elle a participé au Mémorial Arthur Gander où elle se classée troisième derrière Alice D'Amato et Lena Bickel.

#### 2023
En 2023, elle participe au DTB Pokal Team Challenge où elle aide la France à terminer troisième. 
Elle participe ensuite aux Championnats d'Europe où la France finit sixième du concours général; individuellement, elle termine treizième au concours général. 
Ces premières médailles individuelles de l'année arrive lors de l'étape de Coupe du Monde de Tel Aviv. Morgane remporte la médaille d'argent au sol et celle de bronze au saut. 
En octobre, elle réintègre l'équipe de France (composée de Lorette Charpy, Mélanie de Jesus dos Santos, Marine Boyer, Coline Devillard et Djenna Laroui) à l'occasion des Championnats du monde qui se déroulent à Anvers. Par équipes, la France se classe en septième position lors des qualifications, ce qui permet de valider par la même occasion une participation de l'équipe aux Jeux olympiques de Paris. En individuelle, elle est repêchée pour la finale du concours général où elle termine 14è.  
En finale, Morgane et ses coéquipières de l'équipe de France remportent la médaille de bronze derrière les États-Unis et le Brésil avec 164.064 points. Une performance historique dans l'histoire de la gymnastique française puisque c'est la première fois depuis 1950 qu'un tel exploit se produit.

#### 2024
L'année compétitive commence par le tournoi de Jesolo, où Morgane Osyssek-Reimer termine 4è à la finale poutre. Après cela, elle participe à l'étape de coupe du monde d'Antalya en Turquie. Elle remporte l'argent au sol, devant sa compatriote Mélanie de Jesus dos Santos et le bronze au saut.
Aux Championnats d'Europe de gymnastique artistique féminine 2024 à Rimini, l'équipe de France composée de Coline Devillard, Marine Boyer, Morgane Osyssek-Reimer, Ming Gherardi Van Eijken et Lorette Charpy remporte la médaille de bronze par équipes ; Morgane Osyssek-Reimer est également lors de ces championnats cinquième de la finale au sol.
Après cela, elle devient vice-championne de France au concours générale individuel à Lyon. Morgane remporte aussi 2 médailles de bronze aux barres et à la poutre ainsi qu'une de bronze au sol.
Ses bons résultats lui permettent de se qualifier dans l'équipe pour les Jeux Olympiques 2024 à Paris.
Après une courte pause post-olympique, elle reprend les compétitions en novembre 2024 au mémorial Arthur Grander. Pour cette reprise, elle termine 7è. Après cela, Morgane Osyssek participe à la Swiss Cup en binôme avec Léo Saladino. La paire remporte la compétition, une première pour des français, devant la paire formée par l'algérienne Kaylia Nemour et le suisse Christian Baumann.

#### 2025
En 2025, Morgane Osyssek est considérée favorite pour le titre de championne de France Elite qui ont lieu à Agen. C'est finalement Lorette Charpy qui remporte l'or, et Morgane se contente de la médaille d'argent. Elle remporte tout de même l'or en finale poutre et l'argent au sol.
La gymnaste est sélectionnée en équipe de France pour ces 4è Championnats d'Europe consécutifs. Aux Championnats d'Europe de gymnastique artistique 2025 à Leipzig, les bleues (remportent Lorette Charpy, Ming Gherardi, Djenna Laroui et Romane Hamelin) à nouveau la médaille de bronze par équipes. Elle participe aussi à la première finale par équipe mixte avec le jeune gymnaste Anthony Mansard. Tout deux finissent à la 4è place après un duel avec les italiens. Morgane Osyssek participe à la finale du concours général individuel et à la finale à la poutre. Dans les deux cas elle obtient 2 autres 4è places (suivi à chaque fois par sa compatriote Lorette Charpy).

## Palmarès

### Championnats du monde
- Anvers 2023
  -  médaille de bronze au concours général par équipes
  - 14e au concours général individuel

### Championnats d'Europe
- Rimini 2024
  -  médaille de bronze au concours général par équipes
  - 5e au sol

- Leipzig 2025
  -  médaille de bronze au concours général par équipes
  - 4è par équipe mixte[23]
  - 4è au concours général individuel[24]

### Jeux méditerranéens
- Tarragone 2018
  -  médaille d'argent au concours général par équipes
- Oran 2022
  -  médaille d'argent au concours général par équipes
  -  médaille d'argent au saut de cheval
  -  médaille de bronze au sol